# PDC Order of Merit
PDC Order of Merit je světový žebříček provozovaný organizací Professional Darts Corporation (PDC). Od roku 2007 byl bodový systém nahrazen pořadím podle získaných prizemoney na hodnocených turnajích. Dvouletý žebříček je plovoucí a hráči vždy obhajují vyhrané peníze z turnaje před dvěma lety. Kromě hlavního žebříčku existují další odvozené, které jsou rozhodující pro kvalifikaci na major turnaje.

## Hlavní žebříček
PDC Order of Merit (aktualizováno 2. července 2025)
| Pořadí | Hráč                  | Prize money |
| ------ | --------------------- | ----------- |
| 1. ▬   | Luke Humphries        | 1 843 750 £ |
| 2. ▬   | Luke Littler          | 1 300 500 £ |
| 3. ▬   | Michael van Gerwen    | 734 750 £   |
| 4. ▬   | Stephen Bunting       | 592 500 £   |
| 5. ▬   | Jonny Clayton         | 557 750 £   |
| 6. ▲   | Chris Dobey           | 525 500 £   |
| 7. ▼   | Nathan Aspinall       | 520 000 £   |
| 8. ▬   | James Wade            | 513 750 £   |
| 9. ▲   | Damon Heta            | 502 750 £   |
| 10. ▼  | Rob Cross             | 501 500 £   |
| 11. ▬  | Dave Chisnall         | 473 000 £   |
| 11. ▬  | Gerwyn Price          | 473 000 £   |
| 13. ▬  | Gary Anderson         | 464 000 £   |
| 14. ▬  | Ross Smith            | 447 750 £   |
| 15. ▬  | Peter Wright          | 447 000 £   |
| 16. ▬  | Danny Noppert         | 439 750 £   |
| 17. ▬  | Josh Rock             | 432 750 £   |
| 18. ▬  | Martin Schindler      | 412 750 £   |
| 19. ▬  | Ryan Searle           | 407 250 £   |
| 20. ▬  | Mike De Decker        | 389 500 £   |
| 21. ▼  | Michael Smith         | 383 500 £   |
| 22. ▬  | Dimitri Van den Bergh | 378 250 £   |
| 23. ▬  | Gian van Veen         | 375 000 £   |
| 24. ▬  | Joe Cullen            | 357 000 £   |
| 25. ▬  | Daryl Gurney          | 333 500 £   |
| 26. ▬  | Ryan Joyce            | 323 500 £   |
| 27. ▬  | Ritchie Edhouse       | 317 250 £   |
| 28. ▬  | Andrew Gilding        | 303 500 £   |
| 29. ▬  | Ricardo Pietreczko    | 301 750 £   |
| 30. ▲  | Jermaine Wattimena    | 285 750 £   |
| 31. ▲  | Luke Woodhouse        | 283 250 £   |
| 32. ▼  | Dirk van Duijvenbode  | 277 750 £   |
| …      |                       |             |
| 80. ▬  | Karel Sedláček        | 31 500 £    |
| 150. ▬ | Petr Křivka           | 2 500 £     |

## Vedlejší žebříčky
- Pro Tour Order of Merit, do kterého se počítají vyhrané peníze z turnajů European Tour a Players Championship za posledních 12 měsíců. Prvních 16 hráčů redukovaného žebříčku se kvalifikuje na World Matchplay a World Grand Prix, prvních 40 z redukovaného žebříčku pak na mistrovství světa.
- European Tour Order of Merit, do něhož se započítávají výsledky na European Tour. Prvních 32 hráčů v konečném žebříčku se kvalifikuje na mistrovství Evropy.
- Players Championship Order of Merit, do kterého se počítají vyhrané peníze na turnajích Players Championship. Na finálový turnaj se kvalifikuje prvních 64 hráčů tohoto žebříčku.
- Challenge Tour Order of Merit, do kterého se počítají výsledky z Challenge Tour, série turnajů pro hráče, kteří nejsou držiteli profesionální karty. První tři hráči se kvalifikují na mistrovství světa, první dva pak získají profesionální kartu.
- Development Tour Order of Merit, do něhož se počítají výsledky z Development Tour, série turnajů pro mladé hráče ve věku 16 až 23 let. První tři hráči se kvalifikují na mistrovství světa, první dva pak získají profesionální kartu.
- Women's Series Order of Merit, do kterého se počítají výsledky ženské série Women's Series. Prvních 8 hráček se kvalifikuje na ženskou odnož World Matchplay, prvně tři na mistrovství světa a vítězka celé série na Grand Slam of Darts.

## Použití žebříčků a nasazení
| Turnaj                        | Kvalifikace (počet nasazených hráčů) | Kvalifikace (počet nasazených hráčů) | Kvalifikace (počet nasazených hráčů) | Kvalifikace (počet nasazených hráčů) | Kvalifikace (počet nasazených hráčů) | Kvalifikace (počet nasazených hráčů) | Kvalifikace (počet nasazených hráčů) | Kvalifikace (počet nasazených hráčů) |
| Turnaj                        | Order of Merit                       | Order of Merit                       | Order of Merit                       | Order of Merit                       | Order of Merit                       | Order of Merit                       | Order of Merit                       | Ostatní způsoby                      |
| Turnaj                        | Hlavní žebříček                      | PT                                   | ET                                   | PC                                   | CT                                   | DT                                   | WS                                   | Ostatní způsoby                      |
| ----------------------------- | ------------------------------------ | ------------------------------------ | ------------------------------------ | ------------------------------------ | ------------------------------------ | ------------------------------------ | ------------------------------------ | ------------------------------------ |
| Hodnocené televizní turnaje   |                                      |                                      |                                      |                                      |                                      |                                      |                                      |                                      |
| Mistrovství světa             | 40 (32)                              | 40                                   | —                                    | —                                    | 3                                    | 3                                    | 3                                    | 39                                   |
| UK Open                       | Všichni držitelé karty               | —                                    | —                                    | —                                    | 8                                    | 8                                    | —                                    | 16                                   |
| World Matchplay               | 16 (16)                              | 16                                   | —                                    | —                                    | —                                    | —                                    | —                                    | —                                    |
| World Grand Prix              | 16 (8)                               | 16                                   | —                                    | —                                    | —                                    | —                                    | —                                    | —                                    |
| Mistrovství Evropy            | —                                    | —                                    | 32 (32)                              | —                                    | —                                    | —                                    | —                                    | —                                    |
| Grand Slam of Darts           | 0 (8)                                | —                                    | —                                    | —                                    | 1                                    | 1                                    | 1                                    | 29                                   |
| Players Championship Finals   | —                                    | —                                    | —                                    | 64 (64)                              | —                                    | —                                    | —                                    | —                                    |
| PDC Pro Tour                  |                                      |                                      |                                      |                                      |                                      |                                      |                                      |                                      |
| European Tour                 | 16                                   | 16 (16)                              | —                                    | —                                    | —                                    | —                                    | —                                    | 16                                   |
| Players Championships         | Všichni držitelé karty               | 0 (32)                               | —                                    | —                                    | —                                    | —                                    | —                                    | —                                    |
| Nehodnocené televizní turnaje |                                      |                                      |                                      |                                      |                                      |                                      |                                      |                                      |
| The Masters                   | 24                                   | —                                    | —                                    | —                                    | —                                    | —                                    | —                                    | 8                                    |
| Premier League Darts          | 4                                    | —                                    | —                                    | —                                    | —                                    | —                                    | —                                    | 4                                    |
| Karta na další rok            | 64                                   | —                                    | —                                    | —                                    | 2                                    | 2                                    | —                                    | Různé                                |

## Odměny za hodnocené turnaje
| Turnaj                      | Prizemoney   | Prizemoney  | Prizemoney  | Prizemoney    | Prizemoney     | Prizemoney    | Prizemoney    | Prizemoney    | Prizemoney    | Prizemoney     |
| Turnaj                      | Celkem       | Vítěz       | Finalista   | Semifinalisté | Čtvrtfinalisté | Osmifinalisté | Posledních 32 | Posledních 64 | Posledních 96 | Posledních 128 |
| --------------------------- | ------------ | ----------- | ----------- | ------------- | -------------- | ------------- | ------------- | ------------- | ------------- | -------------- |
| Hodnocené televizní turnaje |              |             |             |               |                |               |               |               |               |                |
| Mistrovství světa           | 5 000 000 £  | 1 000 000 £ | 400 000 £   | 200 000 £     | 100 000 £      | 60 000 £      | 35 000 £      | 25 000 £      | —             | 15 000 £       |
| World Masters               | 500 000 £    | 100 000 £   | 50 000 £    | 30 000 £      | 17 500 £       | 10 000 £      | 5 000 £       | 2 500 £       | 1 000 £       | 750 £          |
| UK Open                     | 750 000 £    | 120 000 £   | 60 000 £    | 35 000 £      | 20 000 £       | 12 500 £      | 7 500 £       | 3 000 £       | 2 000 £       | 1 250 £        |
| World Matchplay             | 800 000 £    | 200 000 £   | 100 000 £   | 50 000 £      | 30 000 £       | 15 000 £      | 10 000 £      | —             | —             | —              |
| World Grand Prix            | 600 000 £    | 120 000 £   | 60 000 £    | 40 000 £      | 25 000 £       | 15 000 £      | 7 500 £       | —             | —             | —              |
| Mistrovství Evropy          | 600 000 £    | 120 000 £   | 60 000 £    | 40 000 £      | 25 000 £       | 15 000 £      | 7 500 £       | —             | —             | —              |
| Grand Slam of Darts1        | 650 000 £    | 150 000 £   | 70 000 £    | 50 000 £      | 25 000 £       | 12 250 £      | 5 000 £2      | —             | —             | —              |
| Players Championship Finals | 600 000 £    | 120 000 £   | 60 000 £    | 30 000 £      | 20 000 £       | 10 000 £      | 6 500 £       | 3 000 £       | —             | —              |
| PDC Pro Tour                |              |             |             |               |                |               |               |               |               |                |
| European Tour (14×)         | 175 000 £    | 30 000 £    | 12 000 £    | 8 500 £       | 6 000 £        | 4 000 £       | 2 500 £3      | 1 250 £4      | —             | —              |
| Players Championships (34×) | 125 000      | 15 000      | 10 000      | 5 000         | 3 500          | 2 500         | 1 500         | 1 000         | —             | —              |
| Celkové prizemoney          | 14 625 000 £ | 2 670 000 £ | 1 246 000 £ | 1 401 000 £   | 1 682 000 £    | 2 102 000 £   | 2 448 000 £   | 1 956 000 £   | 48 000 £      | 992 000 £      |

1 Vítězové základní skupiny získají dodatečných 3 500 £ 

2 Třetí ve skupině získá 8 000 £, čtvrtý 5 000 £ 

3 Nasazení hráči musí postoupit do osmifinále pro získání prizemoney 

4 V prvním kole European Tour hraje 32 hráčů, celkově v turnaji 48

## Vedoucí hráči žebříčku

### Seznam lídrů světového žebříčku
| No. | Hráč(i)                                    | Od            | Do            | Délka    |
| --- | ------------------------------------------ | ------------- | ------------- | -------- |
| 1.  | Alan Warriner-Little                       | leden 1993    | listopad 1994 | 674 dnů  |
| 2.  | Dennis Priestley                           | listopad 1994 | duben 1995    | 155 dnů  |
| 3.  | Rod Harrington                             | duben 1995    | srpen 1996    | 479 dnů  |
| 4.  | Phil Taylor                                | srpen 1996    | září 1996     | 31 dnů   |
|     | Alan Warriner-Little (2)                   | září 1996     | srpen 1998    | 699 dnů  |
|     | Rod Harrington (2)                         | srpen 1998    | červenec 2000 | 728 dnů  |
|     | Phil Taylor (2)                            | červenec 2000 | září 2000     | 57 dnů   |
| 5.  | Peter Manley                               | září 2000     | říjen 2001    | 399 dnů  |
|     | Alan Warriner-Little (3)                   | říjen 2001    | leden 2002    | 69 dnů   |
|     | Alan Warriner-Little (4) a Phil Taylor (3) | leden 2002    | únor 2002     | 28 dnů   |
|     | Alan Warriner-Little (5)                   | únor 2002     | květen 2002   | 88 dnů   |
|     | Phil Taylor (4)                            | květen 2002   | leden 2003    | 248 dnů  |
| 6.  | John Part                                  | leden 2003    | červenec 2003 | 203 dnů  |
|     | Phil Taylor (5)                            | červenec 2003 | únor 2005     | 582 dnů  |
| 7.  | Colin Lloyd                                | únor 2005     | červen 2006   | 469 dnů  |
|     | Phil Taylor (6)                            | červen 2006   | červen 2006   | 7 dnů    |
|     | Colin Lloyd (2)                            | červen 2006   | leden 2007    | 197 dnů  |
|     | Phil Taylor (7)                            | leden 2007    | leden 2008    | 365 dnů  |
| 8.  | Raymond van Barneveld                      | leden 2008    | červen 2008   | 159 dnů  |
|     | Phil Taylor (8)                            | červen 2008   | leden 2014    | 2033 dnů |
| 9.  | Michael van Gerwen                         | leden 2014    | leden 2021    | 2559 dnů |
| 10. | Gerwyn Price                               | leden 2021    | březen 2022   | 427 dnů  |
| 11. | Peter Wright                               | březen 2022   | červenec 2022 | 140 dnů  |
|     | Gerwyn Price (2)                           | červenec 2022 | říjen 2022    | 77 dnů   |
|     | Peter Wright                               | říjen 2022    | říjen 2022    | 21 dnů   |
|     | Gerwyn Price (3)                           | říjen 2022    | leden 2023    | 65 dnů   |
| 12. | Michael Smith                              | leden 2023    | leden 2024    | 365 dnů  |
| 13. | Luke Humphries                             | leden 2024    | dosud         | 545 dnů  |

### Celkem dnů v čele žebříčku
| No.                                | Hráč                  | Celkem dnů |
| ---------------------------------- | --------------------- | ---------- |
| 1.                                 | Phil Taylor           | 3323       |
| 2.                                 | Michael van Gerwen    | 2559       |
| 3.                                 | Alan Warriner-Little  | 1558       |
| 4.                                 | Rod Harrington        | 1207       |
| 5.                                 | Colin Lloyd           | 666        |
| 6.                                 | Gerwyn Price          | 569        |
| 7.                                 | Luke Humphries        | 545        |
| 8.                                 | Peter Manley          | 399        |
| 9.                                 | Michael Smith         | 365        |
| 10.                                | John Part             | 203        |
| 11.                                | Peter Wright          | 161        |
| 12.                                | Raymond van Barneveld | 159        |
| 13.                                | Dennis Priestley      | 155        |
| Aktivní hráči jsou vyznačeni tučně |                       |            |